# Near (Death Note)
Near (ニア; Nia), valódi nevén Nate River (ネイト・リバー; Neito Ribá; Hepburn: Neito Ribā) egy kitalált szereplő Óba Cugumi és Obata Takesi Death Note című manga- és animesorozatában.
A manga és az anime történetében Near a világ legtehetségesebb nyomozójának, L-nek az egyik utódjelöltje, aki annak halála után az FBI és a CIA támogatásával próbálja meg kideríteni példaképe gyilkosának, Kirának a valódi személyazonosságát. Near kimagaslóan intelligens és logikus gondolkodású, ezáltal sokszor rideg és érzéketlen. Részben ebből fakadóan az érzelmei által irányított Mello, L másik utódjelöltje soha nem volt képes együtt dolgozni vele, és idővel meg is gyűlölte őt.
Neart több dicsérő és negatív kritika is érte a mangákkal és animékkel foglalkozó média részéről. A legtöbb ismertetőben Neart L gyenge utánzatának nevezték, aki viszont nem helyettesítheti az eredetit. Más kritikák már elnézőbben ítélték meg a szereplőt, akit inkább a bosszú képviselőjének tekintettek, aki L, az igazságot szimbolizáló szereplő halála után szállt csatába. A Kira és Near között kialakuló párharcot idővel közel olyan izgalmasnak nevezték, mint amilyen korábban L és Kira csatározása volt.

## A szereplő megalkotása és az alapelgondolás
Óba nyilatkozata szerint Near és Mello bemutatására azért volt szükség, mivel L egymaga nem tudta legyőzni Kirát. Egyetlen új szereplő csupán az L és Light között zajló párharc ismétlése lett volna, ezért szeretett volna inkább három különböző oldalt megalkotni, akik egymással versengenek. Óba szabad kezet adott Obata Takesinek a szereplők megjelenésének megtervezésében és kialakításában; csak annyit hagyott meg, hogy mindketten kicsit „L”-esek legyenek. Óba emellett sokáig nem tudta eldönteni a két szereplő korát, és még az is felmerült benne, hogy azok L fiai legyenek. 
Személyiségük minden vonását nem alakította ki azonnal, mivel azt szerette volna, hogy azok a történet cselekménye során bontakozzanak ki. Near és Mello karakterdizájnja a tervezési folyamat végén felcserélődött, mivel a sorozat szerkesztője véletlenül megcserélte a neveket a vázlatokon; mikor Obata megkapta a jóváhagyást a rajzokra, már nem volt lehetősége a korrekcióra. Ennek megfelelően Obata terveiben eredetileg Near lett volna a „gonoszabb” szereplő Mello helyett. Obata a cserét utólag szerencsés véletlenként értékelte. A szereplő valódi neve, a Nate River az angol „natural (’természetes’)” és „river (’folyó’)” szavakból származik, mely Óba szándéka szerint azt fejezi ki, hogy Near tehetsége L-től „ered”.
A Near valódi nevének részeiből (Na-te Riv-er) tevődik össze, melyben Óba megcserélte a magánhangzókat, hogy egy létező és könnyen megjegyezhető szót alkosson. Near gyakran látható ahogyan akció- és lego-figurákkal játszik, valamint gyufákból, dobókockákból vagy kártyalapokból épít igen összetett alakzatokat. Ez utóbbi utalás L azon szokására, hogy kockacukrokból és üres kávétejszínes dobozkákból épített tornyokat. Óba eleinte tartott attól, hogy Obatának nehézséget fog okozni ezeknek az építményeknek a megrajzolása, de kellemesen meglepődött mikor meglátta Obata végső rajzait.
Obata Óba utasításának megfelelően, hogy legyen egy kicsi L mindkét új szereplőben, megpróbálta megtartani L fura külsejét és „panda szemeit”. Mivel L a sorozat egyik legfontosabb szereplője volt, úgy érezte, hogy Neart és Mellót túlságosan is az ő mintájára formálta meg. Obata saját bevallása szerint a szereplők külsejének megtervezése „igazi vívódás volt a számára”. Mikor először hallott róluk, úgy gondolta, hogy Mello és Near együtt fognak dolgozni, ezért első ötlete az volt ikrek legyenek. 
Az első különbség, amit megpróbált hangsúlyozni kettejük között, hogy Mello jóval energikusabb legyen, mint Near. Obata emellett megpróbálta Neart „szellemileg érettebbnek” ábrázolni. Near kinézetének megtervezéséhez Obata először L egy „menőbb változatát” rajzolta meg és annak egy fiatalabb változatát akarta felhasználni. Near egy másik lehetséges megjelenése egy „ártatlan kinézetű és vidám szereplő” lett volna, amit eleinte megfelelőnek ítélt, de aztán hamar elvetette az ötletet. Obata bevallása szerint, mikor először meglátta Near skicceit annak öltözékéről, azok annyira durva vázlatok voltak, hogy egyszerűen nem tudta eldönteni, hogyan is öltöztesse fel a szereplőt. Végül Obata egy pizsama mellett döntött.
Obata megerősítette, hogy Near gyerekes viselkedése egyre „erősebben és erősebben” jelent meg a sorozatban, mivel úgy érezte, hogy ezeket a jellemvonásokat a legjobb apránként bemutatni. Kezdetben Near csak dartsozott. Near a sorozat végén használt játékai néhány ujjra húzható bábu, melyek a sorozat szereplőit ábrázolták. Ezek a bábuk eredetileg nem szerepeltek Óba skiccein. Obata úgy érezte azonban, hogy a bábukkal remekül meg tudja jeleníteni Near negatív vonásait. Obatának elnyerte a tetszését a bábuk használata, melyek véleménye szerint hangulatosabbá tették az utolsó jelenetet és Obata szándékának megfelelően érezhetővé tette a szereplő sötét oldalát, ahogyan az a bábukat használta.
Obata saját bevallása szerint élvezettel rajzolta Neart, és ő volt az egyik legszimpatikusabb és egyben legellenszenvesebb szereplője is a sorozatban, akit a Death Note legokosabb szereplőjének is tart, „mivel csal”. Arra a kérdésre, hogy sorozatának melyik szereplője hasonlít hozzá leginkább, Óba válasza Near és „valamennyire” Light volt. Nearrel kapcsolatban Óba még az is megjegyezte, hogy akárcsak Near, ő sem gyakran megy el otthonról. Óba véleménye szerint Near egyre ellenszenvesebb lett a sorozat cselekményének előrehaladtával, részben annak terve miatt a Halállista megszerzésére. A negatív olvasói reakció L és Near magatartásának különbségéből adódott, mivel sokan Neart „csalónak” gondolták. Near „pimasz” viselkedése szándéka szerint a szereplő „gyerekes mivoltának hangsúlyozására szolgált volna”, ami azonban inkább „idegesítővé” vált.

## A szereplő ismertetése

### Kapcsolatai és személyisége
Near a Vatari által alapított árvaházban nevelkedett az Egyesült Királyságban, Winchesterben. Mellóval együtt ketten voltak a legrátermettebbek, hogy L örökösei legyenek. L valójában azért Neart és Mellót vásztotta, mivel egy alkalommal, amikor az árvaház lakói kérdéseket tehettek fel neki, Near és Mello voltak az egyetlenek, akik nem kérdeztek semmit, csupán figyeltek. Near kimagaslóan intelligens és logikus gondolkodású, ezáltal sokszor rideg és érzéketlen. Részben ebből fakadóan, az érzelmei által irányított Mello soha nem volt képes együtt dolgozni vele, és idővel meg is gyűlölte őt.
Near kedvenc elfoglaltságai közé tartozik, hogy legóval, dobókockával és más játékokkal szeret játszani, ezért korához képest elég gyerekes.

### A sorozatban való szereplésének áttekintése
L halála után Mello nem hajlandó együtt dolgozni Nearrel annak gyilkosa, Kira elfogásában, így egymástól függetlenül kezdik meg nyomozásukat. Near, tudva a rejtélyes füzet, a Halállista létezéséről az Egyesült Államok elnökének támogatásával megalapítja SPK (Special Provision for Kira) nevű egységet, melynek egyedüli célja Kira elfogása. A csapat tagjai az FBI és a CIA ügynökeiből kerülnek ki. Near megpróbálja rávenni a japán nyomozócsapatot, hogy szolgáltassák ki a birtokukban lévő listát is. Eközben Mello a maffia segítségével szintén a Halállistát akarja megszerezni, és hogy kizsarolja azt, elraboltatja a japán rendőrfőkapitányt. A rendőrfőnök hamarosan meghal, Near feltételezése szerint, nem elrablói, hanem Kira keze által. Near felveszi a kapcsolatot a japán nyomozókkal és tájékoztatja a második L-t, hogy tudja, hogy az első halott, de ennek ellenére mindenben támogatják őket. Mello eközben új túszt szerzett, a japán nyomozócsapat egyik tagjának, Jagami Szóicsirónak a lányát. Mellónak sikerül végrehajtani a túszcserét és a lista, valamint az SPK-ben lévő kéme segítségével meggyilkolja Near csapatának legtöbb tagját.
Valamivel ezután Near megtudja, hogy a japán nyomozócsapatnak sikerült rajtaütnie Mello bandáján. Near azt gyanítja, hogy ez csak Kira támogatásával sikerülhetett, és azt gyanítja, hogy a második L maga Kira. Near megtudja Mellótól hogy a lista szabályai között hamisak is vannak. Near felveszi a kapcsolatot a japán nyomozókkal és a második L-lel, akinek elmondja, hogy a listának az a szabálya a hamis, ami azt állítja, hogy ha a lista használója 13 nap elteltével sem ír újabb nevet bele, akkor meghal. Emellett az is elmondja nekik, hogy Kira közöttük van. Valamivel ezután Mello közreműködése révén a japán nyomozócsapat egyik tagja, Mogi Kanzó felkeresi Neart.
Mielőtt azonban Near a kérdéseire választ kaphatna, az épületet megtámadják Kira hívei. A második L arra biztatja Neart és csapatát, hogy hagyja el az épületet, de Near továbbra is azt vallja, hogy Kira is ugyanezt tanácsolná neki. Near és csapata egy trükk segítségével elvegyül a helyszínre érkező rohamrendőrök között és elmenekül a helyszínről. Másnap Near ismét felhívja a japán nyomozókat és azt hazudja, hogy Mogi meghalt. A csapat egy másik tagja, Aizava Súicsi, akiben felébredt a gyanú, hogy a második L Kira, felhívja Neart. Aizava elmondja, hogy L ötven napig fogságban tartott két embert, akikről azt feltételezte, hogy ők az első és a második Kira, majd pedig azt, hogy ezeket a személyeket a 13 napos szabály tisztázta. Aizava ugyan nem árulta el Nearnek, hogy ki volt az a két személy, de Near a történetből kikövetkezteti, hogy egyikük Jagami Szóicsiró fia, Jagami Light volt.
Near a Lightról gyűjtött adatokból kikövetkezteti, hogy annak barátnője, Amane Misza lehetett a második Kira. Emellett utasítást ad Kira új televíziós szószólójának, Takada Kijominak a megfigyelésére is. Near Japánba utazik és erről a második L-t is tájékoztatja. Feltételezése szerint Lighton kívül kell lennie még egy Kirának, akivel Light Takadán keresztül tartja a kapcsolatot. A nő korábbi tévéfelvételei megfigyelésével arra is rájön, hogy a másik Kira egy Mikami Teru nevű férfi. Mikami megfigyelésével Stephen Gevannit bízza meg, aki szemtanúja lesz, ahogyan a férfi nyilvános helyen használja a Halállistát. Near azok beleegyezésével elraboltatja Mogit és Miszát biztosítékként, melyről Lightot is értesíti. Megbízza Gevannit, hogy érintse meg Mikami Halállistáját, hogy kiderítsék követi e a férfit halálisten. Bár Gevanni megállapítása szerint nincs halálisten Mikami közelében Near óvatosságból, mivel a lista 23 napig képes befolyásolni az áldozatai cselekedeteit az akciót 24 nappal későbbre időzíti. Emellett utasította Gevannit, hogy készítsen a lista minden lapjáról fényképeket, amiket elemezni tud. Miután végzett kapcsolatba lép Lighttal, hogy megbeszéljen vele egy személyes találkozót.
Mello eközben elrabolja Takadát és mire Near ügynöke és a japán nyomozócsapat rájuk találnak már mindketten halottak. A találkozó napján Near L maszkjával az arcán várja a Lightot és a japán nyomozócsapatot. Mikor megérkeznek közli velük, hogy ez azért szükséges, mivel Kira feltehetően már mindenkinek az arcát látta, kivéve az övét. Ezért szeretne mindenkit fél órán át megfigyelni, hogy nem áll e valaki a lista befolyása alatt. Az idő leteltével leveszi a maszkot és bejelenti, hogy már csak Mikami érkezésére várnak, aki fel fogja írni mindannyiuk nevét a Halállistára. Akinek a neve nem fog szerepelni a listán, az logikus módon az első Kira. 
Mikami meg is érkezik és Light kivételével mindenkinek a nevét felírja listájára. Ennek ellenére Near azt bizonygatja, hogy egyikük sem fog meghalni, mivel kicseréltette a Halállistájának lapjait. Mikami belép a raktárba Light pedig az utolsó másodpercben kijelenti, hogy ő győzött. Meglepetésére senki sem hal meg. Near elkoboztatja Mikamitól a listát és megmutatja, hogy az egyetlen név, amit Mikami nem írt bele, az Lighté. Near az is elmondja, hogy rájött arra, hogy Mikami készített egy hamis listát is, de ők az eredetit is kicserélték. Light próbálja menteni a helyzetet, de már senki nem hisz neki. Végül színt vall és megpróbálja az órájába rejtett Halállista darabjára felírni Near nevét és eközben több találat is éri. Súlyos sebei ellenére megpróbál elmenekülni, de már nem jut messzire.
Near a Kira-ügy lezárása után elégeti a két lefoglalt Halállistát, majd átveszi L nevét és pozícióját, így a világ nem szerez tudomást arról, hogy a valódi L meghalt. Vatari helyére Roger kerül.

### Szereplése az eredeti sorozat után
Három évvel azután, hogy Near átvette L szerepét, egy újabb Kira tűnik fel Japánban. Az új sorozatgyilkos azonban a régiektől eltérően csak az idős és magatehetetlen embereket öli meg, akik vágynak a halálra. Near úgy ítéli meg, hogy az illető csupán olcsó másolata az eredeti Kirának és azon kezd töprengeni, hogy L vajon hogyan kezelné az ügyet. Near végül a televízión keresztül bejelenti, hogy nem érdekli az ügy és hogy a japán rendőrség birkózzon meg vele egymaga. A bejelentés után nem sokkal a gyilkosságok is abbamaradnak.

## Megjelenése a manga- és animesorozaton kívül
Near választható szereplője a 2007-es Death Note: Kira Game (デスノート キラゲーム) nevű Nintendo DS-re megjelent videójátéknak és az azt követő, Death Note L o cugu mononak (デスノート Lを継ぐ者). A 2006-os Jump Ultimate Stars, szintén Nintendo DS-re megjelent videójátékában Near támogató szereplőként jelenik meg.
A Death Note élőszereplős filmadaptációját követő L: Change the WorLd című spin-offban Neart Fukuza Narusi alakította. A filmben Near egy thaiföldi kisfiú, aki az egyedüli túlélője a faluját ért vírustámadásnak. A mangában megjelenő és a filmben szereplő Near között azonban nem sok hasonlóság van. A film közben csupán utalások vannak rá, hogy a fiú az eredeti sorozat szereplőjének adaptációja, magát a „Near”-nevet is csak a film végén kapja meg L-től.

## Kritikák és a szereplő megítélése
Számos, a mangákkal, animékkel, és egyéb kapcsolódó ágazatokkal foglalkozó média illette pozitív, illetve negatív kritikával a szereplőt. A. E. Sparrow, az IGN egyik írója elmélkedő, szemlélődő típusnak nevezte a Neart, aki ugyan gyengédnek és szelídnek látszik, de valójában veszélyes ellenfél. Sparrow véleménye szerint Near a hozzá fűzött reményeket először a 10. fejezet során váltotta be, itt kapott rá először lehetőséget, hogy végre igazán „megcsillantsa” tehetségét. Tom S. Pepirium az anime ismertetőjében sajnálatos és elhibázott döntésként értékelte, hogy a sorozat angol nyelvű változatában, akárcsak a japánban Near női hangon szólal meg, amit „félrevezetőnek, zavarónak és bizarrnak” nevezett.
Pepirium az Igazság című epizód ismertetőjében már némiképp elnézőbben tekintett Near szinkronhangjára. A Near és Light közötti párharcot egyre izgalmasabbnak nevezte, mely már ugyanolyan magával ragadó mint L küzdelme volt Light ellen. Neart ridegebb és sötétebb szereplőnek nevezte, aki ezáltal kevésbé szerethető mint L, akit azonban ezt tesz „tökéletes fegyverré” Kira ellen. Near hűvös személyiségét Pepirium később „frissítőnek” nevezte és véleménye szerint a szereplő a rajongók véleményével ellentétben nem „egy kevesebb L”, hanem L sötétebb, ridegebb, dühösebb változata. Míg L az igazságot képviselte a sorozatban, addig Near a bosszút.
Briana Lawrence, az Anime News Network cikkírója ismertetőjében úgy ítélte meg, hogy Near és Mello bemutatása elsőre érdekes ötletnek tűnt a sorozatban, viszont mindvégig mint L részei jelentek meg, nem pedig mint önálló egyének. Neheztelte, hogy minden kötet kihangsúlyozta, hogy Light még mindig L ellen küzd, még annak halála után is. Véleménye szerint Near és Mello sokkal jobb szereplők lehettek volna, ha a manga nem úgy bánt volna velük, mint L két felével. Theron Martin az anime ismertetőjében Neart a Death Note egyik központi problémájának nevezte, amiben megtestesül mindaz, ami lerontja a sorozat utolsó harmadát. Véleménye szerint a két új szereplő, Mello és Near bemutatásával a sorozatba Óba egy remek szereplőt, L-t törte ketté. Míg Mello L érzelmei, Near pedig L pusztán analitikus oldala, ebben az esetben a két fél nem teszi ki az egészt. 
Annak ellenére, hogy Near méltó ellenfele Kirának, a nézőben az az érzés támad, hogy a szereplő csupán egy gyenge próbálkozás eredménye, mellyel az író egy új és egyenrangú ellenfél ötlete híján L-t próbálta helyettesíteni. Ez pedig egy „egy fanyar utóízt hagy a néző szájában”. A Mania a Death Note 8. DVD-kötetének ismertetőjében az L halála utáni „macska-egér játék egyik felének cseréjét” úgy értékelte, hogy drámaian megváltoztathatja a történet hangulatát. Chris Beveridge véleménye szerint Near egy L-utánzat, aki ugyan rendelkezik annak zsenialitásának egy részével, de hiányzik belőle a tapasztalat. A sorozat egy fura mozzanatának nevezte az egyik főszereplő meggyilkolását, akinek a jelenléte a Death Note macska-egér játékát olyan élvezetessé tette. Az alkotók viszont Nearrel próbálták meg visszaadni ezt az elvesztett „varázslatot”.